# Mick Thomson
Michael Gordon Thomson (n. 3 noiembrie 1973, Iowa, SUA) sau cunoscut sub numărul său 7, este unul dintre cei doi chitariști al trupei de Nu metal Slipknot din Des Moines, Iowa.

## Carieră
Cariera sa incipientă în muzică a început în trupe precum Body Pit, care includeau și alți membri care urmau sa fie în Slipknot. S-a alăturat lui Slipknot, la recomandarea lui Joey Jordison, și l-a înlocuit pe chitaristul Craig Jones, care s-a mutat la sampling / media. Deși a fost creditat ca fiind pe album, Mick nu a avut nimic de-a face cu (lansarea din 1995) Mate. Feed. Kill. Repeat.. De asemenea, el neagă existența lui Crowz, spunând că "albumul secret despre care vorbește toată lumea este doar o grămadă de benzi demo și altele".
În afară de Slipknot, a făcut un solo de chitară pentru un cântec Malevolent Creation.
Tehnicile sale de chitară implică o altercație extrem de rapidă și o aliniere, iar el este adesea văzut ca fiind mai mult chitaristul "lead" al celor doi (James Root este mai văzut ca chitara "ritmică").